# 加藤英明 (生物化学者)
加藤 英明（かとう ひであき、1986年 - ）は、日本の生物化学者。専門はタンパク質の構造生命科学。東京大学先端科学技術研究センター教授。英語の原著論文においてはHideaki E. Katoと表記されている。

## 略歴
数学者の父の元に生まれ、幼少期より研究者に憧れる。中学生の時に免疫の本を読んで生物に興味を抱く。進学した東京大学の濡木理研究室において、光遺伝学のツールとして用いられるチャネルロドプシンの結晶構造を世界に先駆けて決定し、その構造はNature誌の表紙絵となった。さらに別の微生物型ロドプシンの構造解析も濡木研究室で行い博士号を取得した。その後、スタンフォード大学のノーベル賞受賞者ブライアン・コビルカの研究室で博士研究員となり、光遺伝学の開発者であるカール・ダイセロスなどと共に、構造解析の知見を基に新しい機能を付与した新規チャネルロドプシンの作出や、クライオ電顕を利用したGタンパク質共役型受容体の活性化機構の解明を行った。

## 経歴
- 2005年
  - 開成高校卒業
  - 東京大学理科二類入学
- 2009年 - 東京大学理学部生物化学専攻卒業（坂野仁研究室）
- 2014年
  - 東京大学大学院理学系研究科生物化学専攻 博士課程修了（濡木理研究室）
  - スタンフォード大学医学部分子細胞生理学科 博士研究員（ブライアン・コビルカ研究室）
- 2019年 - 東京大学大学院総合文化研究科准教授
- 2024年 - 東京大学先端科学技術研究センター教授